# Economía de América Central
La economía de América Central es la quinta economía más grande de América Latina por PIB PPA después de Brasil, México, Colombia y Argentina.
y entre los mismos países de la región. Sus principales importaciones provienen de entre los países de la región, Estados Unidos y de América del Sur (Brasil, Colombia, Venezuela y Argentina). El Canal de Panamá es la conexión de América Central con el resto del mundo, y la principal vía de comunicación para el comercio con América Central, América del Sur, Estados Unidos, Europa y Asia.

## Situación económica
- Belice: es la economía más pequeña del istmo, pero posee uno de los PIB por cápita más altos de la región, su economía se basa principalmente en la agricultura, los servicios y las exportaciones de productos agropecuarios que representan el 57 % de su PIB, al igual que actividades de silvicultura que reflejan un 22 % del PIB del país. Belice es uno de los países con menos inflación en la región, la economía beliceña creció un 67 % entre 1989 y 1996.
- Costa Rica: Es reconocida como un país muy estable y dinámico.[3][4] Posee la segunda economía más grande, además de ser de las más diversificadas del istmo, figura como uno de los países económicamente más desarrollados de Centroamérica, y es la nación más estable, económica y políticamente hablando.[5] Costa Rica cuenta con el segundo mayor ingreso per cápita de la región y el segundo IDH más alto de la zona [6][7][8] Costa Rica es el país más exportador de Centroamérica, al ser el principal productor de piña, alta tecnología, equipos médicos, banano y aceite de palma, así como en gran cantidad de frutas.[9][10]
- El Salvador: según el Banco Mundial, El Salvador tiene la cuarta economía más grande de la región, aunque cuenta con el tercer Índice de Desarrollo Humano más alto después de Costa Rica y Panamá. Cuenta con una importante actividad comercial y bancaria, además posee dos de los tres distritos financieros de Centroamérica (World Trade Center San Salvador y Centro Financiero Gigante). Pese a ello, su economía aún depende en gran parte de la agricultura y se espera en años próximos que la economía salvadoreña crezca en gran cantidad, actualmente posee una economía estable [11]
- Guatemala: posee la economía más grande del istmo en cuanto a PIB nominal, con alrededor de 81.51 miles de millones de dólares (2013).[12] Aunque la agricultura todavía predomina con un 55 % del PIB, la industria, el turismo e inversiones extranjeras se han consolidado en la última década. Por su numerosa población, es el principal mercado de electrónicos, electrodomésticos y automóviles. Según el Fondo Monetario Internacional, Guatemala tiene una economía estable.[13]
- Honduras: al igual que sus vecinos, ha tenido un crecimiento importante en los últimos años, propiciado por el consumo interno y la inversión.[14] Históricamente su economía se ha basado en la agricultura.[15]
- Nicaragua: cerca del 50 % de su PIB, es producido por la economía popular.[16] Siendo también un país agrícola, es la potencia pecuaria de América Central y ha incrementado su industria en general; en los últimos años ha tenido un crecimiento importante atrayendo más inversión directa, mejorando fuertemente su competitividad y diversificando sus mercados posicionándose como la economía más robusta del istmo después de Panamá porcentualmente. Nicaragua es uno de los países con mayor actividad turística de Centroamérica.
- Panamá: En la región, figura como el país económicamente más rico en términos de PIB per cápita (distribución por habitante según PIB nominal) y en PIB nominal posee el segundo más grande de la región.[17] La economía panameña creció en 2012 un 10.5 %, siendo la economía de crecimiento más grande de Centroamérica y una de las más veloces de América Latina, respecto en las últimas décadas.[18] Panamá posee además otro centro financiero como World Trade Center. El país se caracteriza por ser el más industrializado/tecnologizado de la región.

## Inversión extranjera
Según Comex, el ingreso de capital extranjero para Centroamérica en 2012 se contraería un 35%.
En la región Costa Rica el país con mejores recursos humanos en Centroamérica, según FDI Intelligence. Además, Panamá es el país con mayor inversión extranjera de Centroamérica con una captación de recursos de $18 800 000 000, seguida de Costa Rica que obtuvo una inversión de más de $11 750 000 000.
Panamá y Costa Rica son los líderes en la atracción de inversión extranjera directa (IED) en América Central. Entre ambos países captaron $6 de cada $10 que firmas foráneas colocaron en el Istmo en el 2011. Las dos naciones atrajeron en total $4.423 millones (60%) de los $7.548 millones que recibió la región en IED el año pasado.
Según el Banco de Guatemala (central), las inversiones extranjeras en Guatemala aumentaron un 13 por ciento entre 2010 y 2014, es decir, de $2880 a $3223 millones, posicionando a Guatemala en el segundo país de la región que recibe mayor inversión extranjera, en las que la mayoría se invirtieron en la cadena de supermercados Wal-Mart, Ashley Furniture (de Homestores), Sears (de Homemart), y muchas empresas más. En 2014, se inauguró el primer centro de tecnología fuera de Estados Unidos en Guatemala (el centro Zoom).
EL Salvador, fue el tercer país con captación de recursos extranjeros en el 2011 ($2890 Millones),
Esto se debió a inversiones como la cadena de supermercados Wal-Mart, telecomunicaciones y muchas industrias más.
Aunque a la zaga en inversiones foráneas, Nicaragua y Honduras incrementaron sus captaciones en el 2011, fundamentalmente por el aporte de compañías de manufactura, telecomunicaciones y la cadena de supermercados Wal-Mart.

## Banca
La publicación especializada América Economía publicó en el 2017 su último ranking «Los 250 mayores bancos de América Latina», entre los que se encuentran 55 bancos centroamericanos, según un análisis correspondiente a junio de 2009.
Dentro del ranking general latinoamericano, el primer banco centroamericano aparece en el puesto 37, Banco General de Panamá. Dentro de los 100 primeros lugares del ranking general de América Economía, aparecen 14 bancos centroamericanos: 
1. Banco General de Panamá en el puesto 37.
2. Banco Nacional de Costa Rica en el puesto 42.
3. Banco Industrial  (Guatemala) en el puesto 46.
4. Banco Nacional de Panamá en el puesto 49.
5. BANISTMO (Panamá) en el puesto 55.
6. Banco de Costa Rica en el puesto 60.
7. Banco del desarrollo Rural (Guatemala) en el puesto 65.
8. BAC International (Panamá) en el puesto 66.
9. Banco G & T Continental (Guatemala) en el puesto 74.
10. GLOBAL BANK (Panamá) en el puesto 75.
11. BLADEX (Panamá) en el puesto 78.
12. Banco Popular (Costa Rica) en el puesto 85.
13. BAC. SAN JOSÉ (Costa Rica) en el puesto 92.
14. BANCOLOMBIA (Panamá) en el puesto 98.

## Productos Internos Brutos

Evolución del PIB real per cápita de las economías de América Central

según estudios algunos científicos confirman que el crecimiento económico de los países centroamericanos crecerá aún más en el año '2022'. Los datos de los PIB están basados en datos provenientes del Fondo Monetario Internacional. Los porcentajes del crecimiento económico provienen de The World Factbook, de la CIA.
| Países      | PIB nominal (2022) | PIB nominal per cápita (2022) | PIB (PPA) (2022) | PIB (PPA) per cápita (2022) | Crecimiento económico (%) (2022) |
| ----------- | ------------------ | ----------------------------- | ---------------- | --------------------------- | -------------------------------- |
| Belice      | $1.991.000.000     | $4.519                        | $3.748.000.000   | $7.147                      | +5,7                             |
| Costa Rica  | $65.314.000.000    | $12.483                       | $128.134.000.000 | $24.490                     | +3,4                             |
| El Salvador | $30.720.000.000    | $4.689                        | $69.314.000.000  | $10.580                     | +3,0                             |
| Guatemala   | $91.019.000.000    | $4.863                        | $185.473.000.000 | $9.911                      | +3,9                             |
| Honduras    | $30.116.000.000    | $2.925                        | $69.318.000.000  | $6.740                      | +3,8                             |
| Nicaragua   | $15.740.000.000    | $2.384                        | $46.757.000.000  | $7.071                      | +3,8                             |
| Panamá      | $70.492.000.000    | $16.037                       | $158.608.000.000 | $36.084                     | +7,5                             |

## Exportaciones e importaciones
| Países      | Exportaciones De Bienes y Servicios(2018) | Importaciones de Bienes y Servicios(2018) | Balanza       |
| ----------- | ----------------------------------------- | ----------------------------------------- | ------------- |
| Guatemala   | $25.232.000.000                           | $18.106.000.000                           | +$835.000.000 |
| Costa Rica  | $17.244.000,000                           | $12.120.000.000                           | +$120.000.000 |
| El Salvador | $8.234.000.000                            | $9.333.000.000                            | +$135.000.000 |
| Panamá      | $10.135.000.000                           | $14.957.000.000                           | +$130.000.000 |
| Honduras    | $7.235.000.000                            | $7.002.000.000                            | +$96.300.000  |
| Nicaragua   | $7.723.000.000                            | $5.366.000.000                            | +$100.500.000 |

## Índice de facilidad para los negocios
Índice de facilidad para establecer negocios financieros rápidamente (por sus siglas en inglés Doing Business) ya dio a conocer la clasificación de los 189 países en el mundo correspondiente al año 2019. Por su parte de la región centroamericana,  Costa Rica y Panamá son los países con mejor clasificación para la facilidad de ofrecer negocios más rápidos. 
| Países      | Puesto |
| ----------- | ------ |
| Costa Rica  | 67     |
| Panamá      | 79     |
| El Salvador | 85     |
| Guatemala   | 98     |
| Honduras    | 121    |
| Belice      | 125    |
| Nicaragua   | 132    |

## Competitividad
El Foro Económico Mundial publicó en 2018 un informe donde se analizaron 140 economías, estableciendo un ranking de la competitividad nacional, definida como el conjunto de instituciones, políticas y factores que determinan el nivel de productividad. El informe incluye la posición que cada país tenía en el período anterior. Un informe similar fue publicado en 2019.
| País        | Puesto Año 2017 (sobre 135 economías) | Puesto Año 2018 (sobre 140 economías) | Puesto Año 2019 (sobre 141 economías) | Respecto al período previo |
| ----------- | ------------------------------------- | ------------------------------------- | ------------------------------------- | -------------------------- |
| Costa Rica  | 54                                    | 55                                    | 62                                    | -7                         |
| Panamá      | 55                                    | 64                                    | 66                                    | -2                         |
| Guatemala   | 91                                    | 96                                    | 98                                    | -2                         |
| Honduras    | 103                                   | 101                                   | 101                                   | Estable                    |
| El Salvador | 98                                    | 98                                    | 103                                   | -5                         |
| Nicaragua   | 101                                   | 104                                   | 109                                   | -5                         |

## Sofisticación financiera[43]
| País        | Puesto | Puntaje |
| ----------- | ------ | ------- |
| Guatemala   | 1      | 5,7     |
| El Salvador | 2      | 4,9     |
| Costa Rica  | 3      | 4,1     |
| Panamá      | 4      | 4,1     |
| Honduras    | 5      | 4,1     |
| Nicaragua   | 6      | 3,1     |

## Avance económico
A Paridad de poder adquisitivo, el PIB está en millones de USD.
| Países      | PIB per cápita 1980 | PIB per cápita 1985 | PIB per cápita 1990 | PIB per cápita 1995 | PIB per cápita 2000 | PIB (en millones de USD) 2005 | PIB per cápita 2005 | PIB (en millones de USD) 2010 | PIB per cápita 2010 | PIB (en millones de USD) 2015 | PIB per cápita 2015 | PIB (en millones de USD) 2017 | PIB per cápita 2017 |
| ----------- | ------------------- | ------------------- | ------------------- | ------------------- | ------------------- | ----------------------------- | ------------------- | ----------------------------- | ------------------- | ----------------------------- | ------------------- | ----------------------------- | ------------------- |
| Guatemala   | -                   | -                   | -                   | -                   | 7.140               | -                             | 8.739               | 51.718                        | 11.339              | 68.001                        | 14.313              | 78.059                        | 15.840              |
| El Salvador | 2.121               | 2.406               | 2.915               | 4.293               | 5.242               | -                             | 6.375               | 46.508                        | 7.340               | 52.666                        | 8.677               | 58.445                        | 9.498               |
| Costa Rica  | 2.255               | 2.424               | 2.897               | 3.470               | 3.736               | -                             | 4.178               | 70.480                        | 4.902               | 90.004                        | 5.533               | 99.880                        | 5.844               |
| Honduras    | 1.609               | 1.917               | 2.267               | 2.686               | 2.993               | -                             | 3.559               | 33.732                        | 4.192               | 43.745                        | 4.917               | 49.015                        | 5.301               |
| Nicaragua   | -                   | -                   | -                   | -                   | -                   | -                             | 2.556               | 17.661                        | 3.036               | 23.343                        | 3.730               | 26.155                        | 4.072               |
| Panamá      | 2.745               | 3.762               | 3.885               | 5.216               | 6.629               | -                             | 8.354               | 44.814                        | 12.706              | 68.882                        | 17.863              | 78.846                        | 19.731              |

## Economía por sectores[43]
| Países      | Terciario (Servicios) | Secundario (Industrias) | Primario (Agricultura) |
| ----------- | --------------------- | ----------------------- | ---------------------- |
| Belice      | 66%                   | 23%                     | 11%                    |
| Costa Rica  | 63%                   | 29%                     | 9%                     |
| El Salvador | 61%                   | 26%                     | 12%                    |
| Guatemala   | 25%                   | 28%                     | 11%                    |
| Honduras    | 59%                   | 28%                     | 13%                    |
| Nicaragua   | 51%                   | 30%                     | 19%                    |
| Panamá      | 77%                   | 16%                     | 7%                     |

## Tratados comerciales
A continuación se presenta una lista, ordenada alfabéticamente, de los países o comunidades comerciales internacionales que tienen algún tratado con las naciones centroamericanas:
| Costa Rica           |
| -------------------- |
| Canadá               |
| CARICOM              |
| Chile                |
| China                |
| El Salvador          |
| Estados Unidos       |
| Guatemala            |
| Honduras             |
| México               |
| Nicaragua            |
| Panamá               |
| Perú                 |
| República Dominicana |
| Singapur             |
| Unión Europea        |
| El Salvador          |
| Chile                |
| China                |
| Estados Unidos       |
| Guatemala            |
| México               |
| Panamá               |
| Perú                 |
| República Dominicana |
| Guatemala            |
| Corea del Sur        |
| El Salvador          |
| España               |
| Estados Unidos       |
| México               |
| Nicaragua            |
| Panamá               |
| República Dominicana |
| Taiwán               |
| Honduras             |
| CAFTA                |
| Chile                |
| México               |
| Panamá               |
| República Dominicana |
| Nicaragua            |
| Bolivia              |
| CAFTA                |
| Chile                |
| Guatemala            |
| México               |
| Panamá               |
| Rusia                |
| Taiwán               |
| Venezuela            |
| Panamá               |
| Canadá               |
| Chile                |
| China                |
| Colombia             |
| Costa Rica           |
| El Salvador          |
| Estados Unidos       |
| Japón                |
| México               |
| Nicaragua            |
| Perú                 |
| Reino Unido          |
| Singapur             |
| Taiwán               |